# Carretera Ochandiano-Durango
La  BI-623  conforma junto a la  A-623  la carretera que une Durango con Villarreal de Álava ─y desde allí, Vitoria─ a través del puerto de Urquiola. Comienza en la frontera entre Vizcaya y Álava, al sur de Ochandiano, y finaliza en el enlace de Yurreta de la  AP-8 , junto a Durango.
Antes de la transferencia de las carreteras comarcales a las diputaciones forales, esta vía se denominó  C-6211 .

## Trazado
| Velocidad                                      | Esquema | Carretera que enlaza                                                                        |
| ---------------------------------------------- | ------- | ------------------------------------------------------------------------------------------- |
|                                                |         | Durango - Yurreta AP-8 Bilbao - San Sebastián N-634 Amorebieta - Bérriz Polígono Mallabiena |
|                                                |         | Durango BI-4331 Orozqueta                                                                   |
|                                                |         | Durango                                                                                     |
|                                                |         | Durango BI-3336 Abadiano                                                                    |
|                                                |         | Polígono Tabira                                                                             |
|                                                |         | Izurza                                                                                      |
|                                                |         | Cantera                                                                                     |
|                                                |         | Mañaria                                                                                     |
|                                                |         | BI-4336 Urkulueta                                                                           |
|                                                |         | Urquiola (700 m)                                                                            |
|                                                |         | Andaparaluceta                                                                              |
|                                                |         | BI-3511 Ochandiano BI-3543 Dima - Yurre                                                     |
|                                                |         | BI-3542 Barázar - Ceánuri Ochandiano                                                        |
|                                                |         | BI-3941 Aramayona BI-3942 Ochandiano                                                        |
|                                                |         |                                                                                             |
| Continúa como A-623 hacia Villarreal - Vitoria |         |                                                                                             |